# Wiaan Liebenberg

a Compétitions nationales et continentales officielles uniquement.

b Matchs officiels uniquement.
Dernière mise à jour le 20 juin 2022.
Willem Andries Liebenberg, né le 31 août 1992 à Brackenfell (Afrique du Sud), est un joueur sud-africain de rugby à XV, jouant au poste de troisième ligne aile.
Il commence sa carrière dans son pays natal en 2012 avec le Blue Bulls, avant de rejoindre la France en 2015 lorsqu'il signe au Montpellier HR. Il y reste trois ans remportant le Challenge européen en 2016 et le Championnat de France en 2018, puis s'engage avec le Stade rochelais en 2018. Avec les Maritimes, il Coupe d'Europe en 2022 puis prend sa retraite sportive à la suite de ce dernier titre.
Il est le frère du rugbyman Hanro Liebenberg.

## Biographie
Son principal fait d'armes est d'avoir été le capitaine des baby boks champion du monde des moins de vingt ans en 2012 aux côtés de son futur coéquipier Paul Willemse. Joueur très puissant et particulièrement actif sur le terrain, il est considéré comme l'une des meilleures recrues montpelliéraine.
En mars 2018, il est prêté jusqu'à la fin de la saison à Béziers avant de retrouver sa place dans l'effectif montpelliérain lors de l'intersaison. En novembre 2018, il rejoint le Stade rochelais en tant que joker médical à la suite de la blessure de Lopeti Timani.
Il remporte la Coupe d'Europe avec le Stade rochelais en 2022.
Il prend sa retraite à l'issue de la saison 2021-2022 à l'âge de 29 ans, après avoir passé 4 saisons avec le Stade rochelais.

## Palmarès

### En club
- Montpellier HR
  - Vainqueur du Challenge européen en 2016
  - Finaliste du Championnat de France en 2018

- Stade rochelais
  - Finaliste du Challenge européen en 2019
  - Finaliste de la Coupe d'Europe en 2021
  - Finaliste du Championnat de France en 2021
  - Vainqueur de la Coupe d'Europe en 2022

### En sélection nationale
- Afrique du Sud -20
  - Vainqueur du Championnat du monde junior en 2012